# Грютёйа

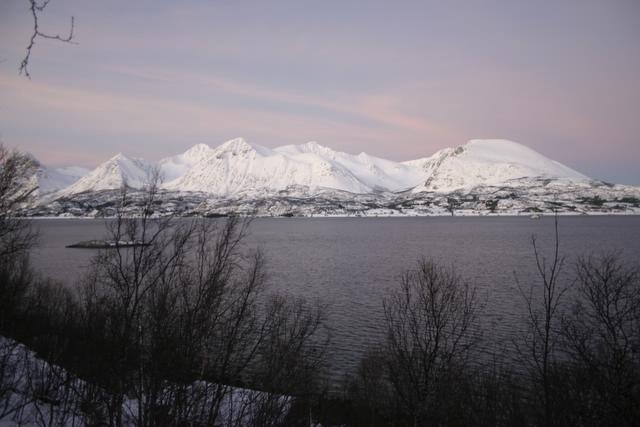
Вид на остров Грютёйа с острова Хиннёйа, февраль 2005 года

Грютёйа(норв. Grytøya) — остров, расположенный к северу от острова Хиннёйа и к югу от острова Бьяркёйа в Северной Норвегии. Территория острова принадлежит двум коммунам Харстад и Бьяркёй, фюльке Тромс. Территория острова 108 км², самая высокая точка острова — гора Нона, высотой 1012 м над уровнем моря.